# Cyrtochilum portillae
Cyrtochilum portillae är en orkidéart som beskrevs av Willibald Königer. Cyrtochilum portillae ingår i släktet Cyrtochilum, och familjen orkidéer. Inga underarter finns listade i Catalogue of Life.